# Kosma I Jerozolimski
Kosma I Jerozolimski, gr. Κοσμάς Α΄ Ιεροσολυμίτης – ekumeniczny patriarcha Konstantynopola w latach 1075–1081.

## Życiorys
Pochodził z Antiochii. Przez większą część swego życia przebywał w Jerozolimie. Był patriarchą Konstantynopola od 2 sierpnia 1075 do 8 maja 1081 r. W latach 1076–1077 zwołał synod, który potępił poglądy Jana Italosa. Został ogłoszony świętym przez Kościół prawosławny, jego święto jest 2 stycznia.